# Платонов, Андрей Платонович
Андре́й Плато́нович Плато́нов (настоящая фамилия Климе́нтов; 16 [28] августа 1899, Воронеж, Российская империя — 5 января 1951, Москва, СССР) — русский, советский писатель, поэт, публицист, драматург, сценарист, журналист, военный корреспондент и инженер. Участник Великой Отечественной войны.
Автор романов «Чевенгур», «Счастливая Москва», множества повестей и рассказов, среди которых «Сокровенный человек», «Ювенильное море», «Епифанские шлюзы», «Котлован», «В прекрасном и яростном мире», «Джан», «Возвращение». Платонов — создатель уникального, хорошо узнаваемого художественного стиля.

## Биография

### Происхождение
Андрей Платонович Климентов родился 16 [28] августа 1899 года (считал днём своего рождения 1 сентября) в версте от Воронежа, в Ямской слободе. Отец — Платон Фирсович Климентов (1870—1952) работал машинистом паровоза и слесарем в Воронежских железнодорожных мастерских. Дважды Герой труда (1920, 1922), в 1928 году вступил в ВКП(б). Мать — Лобочихина Мария Васильевна (1874/1875—1928/1929) — дочь часового мастера, домохозяйка, мать одиннадцати (или десяти) детей. Как старший сын, Андрей помогал воспитывать и кормить многочисленных братьев и сестёр. Оба родителя похоронены на Чугуновском кладбище Воронежа.
В 1906 году Андрей поступил в церковно-приходскую школу. В 1909—1913 годах учился в городской четырёхклассной школе. Сочинять стихи начал с 12 лет.
Работал с 1913 года. Занимался мелкой бумажной работой в губернском отделении страхового общества «Россия». Трудился помощником машиниста на локомобиле в имении Устье полковника Я. Г. Бек-Мармарчева. С 1915 года в жизнь Платонова входит тяжёлый физический труд. Он работает литейщиком на трубном заводе. Изготавливает мельничные жернова в воронежских мастерских.
С 1918 года сотрудничает с воронежскими газетами «Известия укрепрайона», «Красная деревня». Публикует стихи, очерки, заметки, рецензии. В журнале «Железный путь» публикуется первый рассказ Платонова — «Очередной».

### Учёба и служба

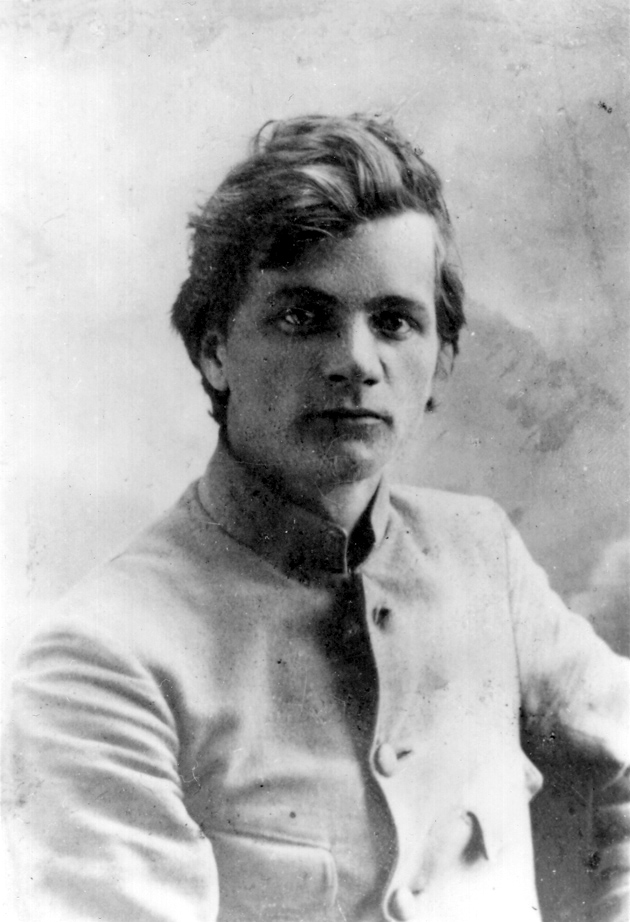
1922 год

В 1918 году Платонов решает продолжить обучение и поступает в Воронежский университет на физико-математическое отделение, но вскоре переводится на историко-филологическое.
Через год начинающий писатель снова кардинально меняет планы и становится студентом электротехнического отделения Воронежского рабочего железнодорожного политехникума. Планы смешала Гражданская война. Окончить техникум писатель смог лишь в 1921 году по завершении военных действий.
Добровольно стал участником Гражданской войны, где служил фронтовым корреспондентом. Служил в главном революционном комитете Юго-Восточных железных дорог, в редакции журнала «Железный путь».
С 1919 года публиковал произведения, сотрудничая с несколькими газетами как поэт, публицист и критик. Летом 1919 года побывал в Новохопёрске как корреспондент газеты «Известия Совета Обороны Воронежского укреплённого района».
Вскоре его мобилизовали в РККА. Он служит помощником машиниста на паровозе для военных перевозок, затем — рядовым стрелком железнодорожного отряда в Части особого назначения (ЧОН). Он даже участвует в боях с казаками.
В 1920 году подал заявление о вступлении в РКП(б). Рекомендовал его издатель и член президиума Губкомпарта Г. Литвин-Молотов: «Рекомендую т. Климентова. Платонов искренен в своих писаниях — искренен он и в данном случае, вступая в нашу партийную организацию, ибо он действительный пролетарий, рабочий, сознательно воспринимающий все явления».
Сам Платонов в заявлении о вступлении в РКП(б) писал:
«В коммунистическую партию меня ведёт наш прямой естественный рабочий путь. Я сознал себя нераздельным и единым со всем растущим из буржуазного хаоса молодым трудовым человечеством. И за всех — за жизнь человечества, за его срастание в одно существо, в одно дыхание я и хочу бороться и жить. Я люблю партию — она прообраз будущего общества людей, их слитности, дисциплины, мощи и трудовой коллективной совести; она — организующее сердце воскресающего человечества. Андрей Климентов (Платонов)».
Его приняли в партию. Об этом известила «Воронежская коммуна» от 7 августа в рубрике «Партийная жизнь». Фамилия Климентов (Платонов) значилась первой в списке «для утверждения в кандидаты РКП(б)». Его зачислили курсантом губернской советско-партийной школы.
Тем не менее вскоре из-за ссоры с секретарём ячейки юношу исключили. К тому же он потерял покровителя: Литвина-Молотова перевели из Воронежа в Краснодар, это лишило Платонова дружеской поддержки. Ему оказалось сложно соблюдать партдисциплину — он пропускал собрания. И 30 октября 1921 года его исключили. Потом он несколько раз подавал заявления с просьбой восстановить его в рядах партии.
В это время он знакомится с будущей супругой Марией Кашинцевой. Он был известен в литературно-журналистской среде, она недавно поступила на филфак. Роман развивался стремительно: уже в апреле следующего года они начинают жить вместе, а в сентябре рождается сын Платон. С самого начала писатель настаивал на официальном браке, но поженились они спустя двадцать с лишним лет после знакомства, в мае 1943 года. Андрей и Мария Платоновы прожили вместе вплоть до его смерти. Его жена выполняла роль литературного секретаря и способствовала возвращению имени Платонова в русскую литературу.
Платонов много пишет. В 1921 году вышла его первая брошюра — «Электрификация». И по окончании техникума Платонов называет электротехнику своей основной специальностью. Опубликованы его стихотворения в коллективном сборнике «Стихи». В Краснодаре выходит книга его стихов «Голубая глубина». О ней положительно отозвался поэт Брюсов.

### Работа инженером. Переезд в Москву

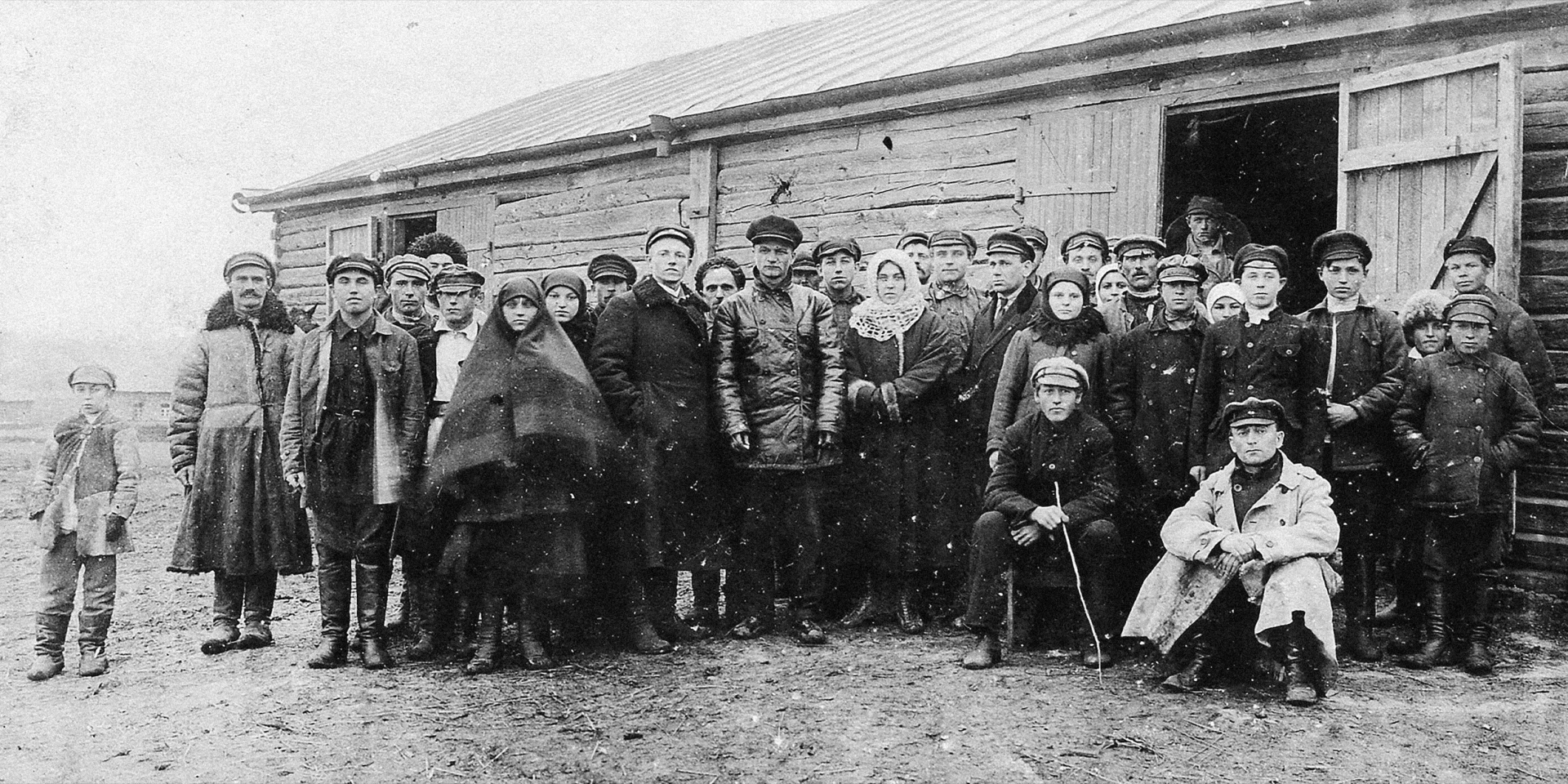
22-летний инженер Платонов — в центре. Открытие электрической станции в совхозе Рогачёвка

Будущий писатель работает на земле. Воронежская земля — чернозёмная, на неё большие надежды: она должна прокормить молодое советское государство.
Потрясённый новостями о массовом голоде в Поволжье, в 1922 году Платонов поступает на службу в Воронежское губернское земельное управление и возглавляет губернскую Комиссию по гидрофикации. Через несколько лет в губернии появится 763 пруда, 315 шахтных колодцев, 16 трубчатых колодцев и три сельские электрические силовые установки. Платонов искал средства на покупку необходимого оборудования, поощрял энтузиастов, самоотверженно трудившихся «по пояс в болоте».
В 1923—1926 годах он и инженер-мелиоратор, и специалист по электрификации сельского хозяйства, заведовал отделом электрификации и руководил строительством трёх электростанций, одну из них в селе Рогачёвка потом сожгли кулаки.
Платонов выдвинул рационализаторские предложения: проекты гидрофикации края, планы страхования урожаев от засухи. Предложения озвучил весной 1924 года на Первом Всероссийском гидрологическом съезде.
Тогда же он снова просит принять его в ряды РКП(б):
«Я был в партии большевиков, прошёл чистку и вышел по своему заявлению, не поладив с ячейкой. В заявлении я указывал, что не считаю себя выбывшим из партии и не перестаю быть марксистом и коммунистом. Только не считаю нужным исполнять обязанности посещения собраний, где плохо комментируются статьи „Правды“. Считаю более нужной работу по действительному строительству элементов социализма, в виде электрификации, по организации новых форм общежития. Собрания же нужно превратить в искреннее, постоянное, рабочее и человеческое общение людей, исповедующих один и тот же взгляд на жизнь, борьбу и работу. Я считаю, что такой поступок мой был отрицательным, я личное счёл обязательным для всех, я теперь раскаиваюсь в этом ребяческом шаге и не хочу его ни преуменьшать, ни замалчивать. Я ошибся, но больше ошибаться не буду». Однако в восстановлении ему отказали — и в этот раз, и в последующие.
В июне 1925 года Платонов впервые встречается с писателем Виктором Шкловским — тот прилетел в Воронеж для пропаганды достижений советской авиации с лозунгом «Лицом к деревне».

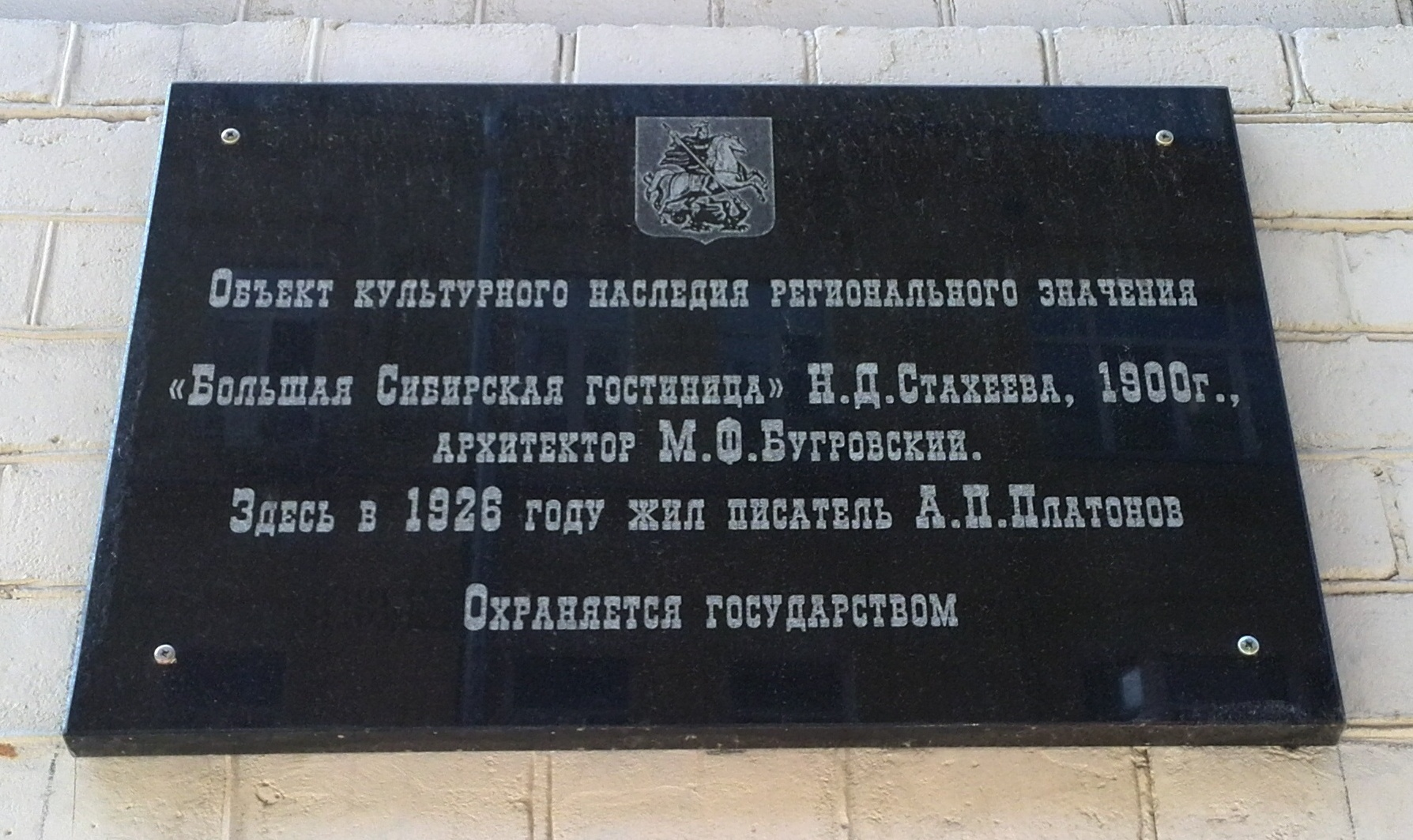
Мемориальная доска на «Большой Сибирской гостинице» Стахеева (1900, архитектор Бугровский, Большой Златоустинский пер, д. 6/6)

На Первом Всероссийском мелиоративном совещании в Москве (1926 год) Платонова включили в ЦК профсоюза работников леса и земли.
В июне 1926 года 26-летний Платонов с женой и сыном переехал в Москву, семья получила комнату в Центральном доме специалистов, Большой Златоустинский переулок, дом 6.
Четыре месяца (декабрь 1926 — март 1927) Платонов без семьи работает в Тамбове. Там он создаёт «Епифанские шлюзы», «Эфирный тракт», «Город Градов». Он так пишет о работе жене Марии:
«Живу плохо. Сократил более 50 % своего штата. Идёт вой. Меня ненавидят все, даже старшие инженеры (старые бюрократы, давно отвыкшие строить). Остатки техников разбрасываю по деревенской глуши. Ожидаю или доноса на себя, или кирпича на улице. Я многих оставил без работы и, вероятно, без куска хлеба. Но я действовал разумно и как чистый строитель. А была грязь, безобразие, лодырничество, нашёптыванье. Я сильно оздоровил воздух. Меня здесь долго будут помнить как зверя и жестокого человека. А где ко мне относятся лучше? Кто заслужил иного от меня отношения? У меня есть одно облегчение — я действовал совершенно беспристрастно, исключительно с точки зрения пользы строительства. Я никого здесь не знаю и ни с кем не связан знакомством». (Из письма жене Марии. Тамбов, 28 января 1927 г.)
Лето 1927 года — время надежд для писателя. В июньском номере журнала «Молодая гвардия» печатается повесть «Епифанские шлюзы». Следом отдельной книгой выходит одноимённый сборник повестей и рассказов. Платонов рассчитывает устроиться на работу в «СовКино». Проект сценария фильма по рассказу «Песчаная учительница» получает положительные отзывы. Однако реальность разойдётся с ожиданиями. Работу в «Совкино» Платонов не получит, постановка фильма затянется на годы. Книги, подготовленные писателем к печати, не будут опубликованы. А осенью 1927 года семью Платонова выселят из Центрального дома специалистов сельского и лесного хозяйства. Они переезжают к отцу Марии в Ленинград. Несмотря на всё это, Платонов увлечённо работает над романом «Чевенгур».
В 1927—1930 годы Платонов создаёт знаменитые повести «Котлован» и роман «Чевенгур», которые будут напечатаны в 1985—1987 годах в журналах эпохи Перестройки. Новаторские по языку и содержанию произведения в фантастическом духе изображают строительство нового коммунистического общества. Ни одно из них не опубликовали при жизни писателя.
Максим Горький тепло относился к Платонову, не раз поддерживал его. В 1929 году советский классик читал в рукописи «Чевенгур», показавшийся ему «чрезвычайно интересным» (правда, он сомневался, что его решатся издать). Осенью 1929 года Максим Горький в ответ на письмо от 21 сентября пишет Платонову:
«В психике вашей, — как я воспринимаю её, — есть сродство с Гоголем. Поэтому: попробуйте себя на комедии, а не на драме. Не сердитесь. Не горюйте… Всё — минется, одна правда останется».

### 1930-е годы: разгромная критика. Арест сына
Платонов ведёт активную научную и литературную работу. Несмотря на это, бытовые условия остаются тяжёлыми, «нет комнаты, нет денег, износилась одежда».
Литературные работники из РАПП или близко стоящие к пролетсектору от него отшатнулись после рассказа «Усомнившийся Макар» (в журнале «Октябрь»). Этим пользуются «попутчики», группирующиеся вокруг издательства «Федерация». Играя на его негодовании против писателей, которые слабее его творчески, но в бытовом плане жили лучше Платонова, «попутчики» старались закрепить писателя за своим лагерем.
Находясь в глубокой депрессии, Платонов в 1931 году пишет повесть «Впрок», которую опубликовал Александр Фадеев, редактор журнала «Красная новь». Затронув болезненные вопросы первой пятилетки в жанре сатиры, писатель не дал на них однозначных ответов.

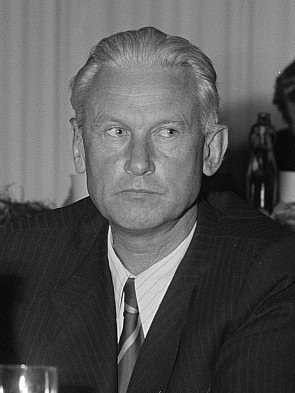
Александр Фадеев

Повесть резко критикует сам Сталин. Вождь отметил «тарабарский» язык и «балагурство» повести, а также сатирическое изображение лидеров колхозного движения. В редакцию «Красной нови» Сталин отправил письмо, где охарактеризовал произведение как «рассказ агента наших врагов, написанный с целью развенчания колхозного движения». Сталин требует наказать автора и издателя в постскриптуме: «Надо бы наказать и автора и головотяпов [напечатавших повесть] так, чтобы наказание пошло им „впрок“».
Фадеев, чтобы исправить ошибку, пишет в «Известиях» разгромную статью «Об одной кулацкой хронике». В «Литературной газете», «Правде» и других изданиях публикуют разоблачительные статьи, в которых писателя называют «классовым врагом» и «литературным подкулачником». В следующие годы Платонова, фактически оказавшегося в литературной изоляции, почти не печатают, издательства расторгают договоры с ним.
Платонов прибегает к крайним мерам — он пишет покаянные письма в редакции «Литературной газеты» и «Правды» и самому Сталину. 8 июня 1931 года Платонов пишет Сталину письмо с пояснением своей позиции и заверением, что ошибку он осознал:
«…Перечитав свою повесть, я многое передумал; я заметил в ней то, что было в период работы незаметно для меня самого и явно для всякого пролетарского человека — дух иронии, двусмысленности, ложной стилистики… Зная, что вы стоите во главе этой политики, что в ней, в политике партии, заключена забота о миллионах, я оставляю в стороне всякую заботу о своей личности и стараюсь найти способ, каким можно уменьшить вред от опубликования повести „Впрок“».
Сталин поручил «перевоспитание» Платонова Горькому. 24 июля Платонов пишет Горькому:
«Я классовым врагом стать не могу, и довести меня до этого состояния нельзя, потому что рабочий класс — это моя родина, и моё будущее связано с пролетариатом. Я говорю это не ради самозащиты, не ради маскировки — дело действительно обстоит так».
Отклоняя обвинения в хитрости и лукавстве, писатель признавал, что в художественном отношении повесть «Впрок» — текст «второстепенный». Личная встреча с Горьким тогда так и не состоялась: литературная среда равнодушным молчанием или агрессивными нападками (которые вновь повторятся в конце тридцатых и конце сороковых) давала однозначный ответ на вопрос, может ли Платонов «быть советским писателем».
Позже, с помощью Фадеева, стремившегося загладить вину, Платонов с семьёй поселяется во флигеле «Дома Герцена», где они и проживут в двух комнатах оставшиеся ему двадцать лет жизни. Здесь написаны пьесы «Объявление о смерти» («Высокое напряжение», 1932, опубликована в 1984), «14 красных избушек» (1932, опубликована в 1988), «Ученик лицея» (1948, опубликована в 1974) и «Ноев ковчег» (1950, опубликована в 1993), повести «Ювенильное море» (1932, опубликована в 1986) и «Джан» (1935, опубликована в 1966), романы «Счастливая Москва» (1936, опубликован в 1991) и «Путешествие из Ленинграда в Москву в 1937 году» (1937, рукопись утеряна), рассказы «Неодушевленный враг» (1943, опубликован в 1965) и «Афродита» (1946, опубликован в 1962).
Вскоре критиковавшая Платонова РАПП сама была раскритикована за перегибы и распущена. Сталин в 1932 году показал свою заинтересованность Платоновым. 26 октября вождь пришёл на квартиру Горького, дабы встретиться с ведущими литературными авторами. Именно там он назвал советских писателей «инженерами человеческих душ». И первым делом Сталин поинтересовался: «А Платонов здесь есть?»
В 1934 году Платонова благодаря поддержке Горького включили в коллективную писательскую поездку по Средней Азии: это был знак доверия. Из Туркмении писатель привёз рассказ «Такыр», повесть «Джан» и другие произведения. В 1936 году публикуются рассказы «Фро», «Бессмертие», «Глиняный дом в уездном саду», «Третий сын», «Семён», в 1937 году — повесть «Река Потудань».
В это время Платонов сотрудничал с известным философом Дьёрдем Лукачем и также с критиком Михаилом Лифшицем. Это период их совместной работы в журнале «Литературный критик» и связи Платонова с кружком или, как сами участники его называли, течением Лукача—Лифшица. Платонов был включён в философские дискуссии по поводу отчуждения и свободы, ведущиеся в течении.
В январе 1937 года, во время судебного процесса над так называемым «параллельным троцкистским центром», ещё до вынесения приговора, А. П. Платонов опубликовал в «Литературной газете» статью «Преодоление злодейства», в которой обосновывал необходимость смертного приговора для подсудимых:

Разве в «душе» Радека, Пятакова или прочих преступников есть какое-либо органическое, теплотворное начало, — разве они могут называться людьми хотя бы в элементарном смысле? Нет, это уже нечто неорганическое, хотя и смертельно-ядовитое, как трупный яд из чудовища. Как они выносят себя? Один, правда, не вынес, — Томский. Уничтожение этих особых злодеев является естественным, жизненным делом. Жизнь рабочего человека в Советском Союзе священна, и кто её умерщвляет, тому больше не придётся дышать. 〈…〉 Могли ли мы, литераторы, в наших книгах предугадать появление или просто разглядеть столь «запакованных» злодеев, как троцкисты? Да, могли, потому что уже довольно давно И. В. Сталин определил их, как передовой отряд контрреволюционной буржуазии. 〈…〉 Короче говоря, нам нужна большая антифашистская литература, как оборонное вооружение.
В тридцатые годы были арестованы близкие знакомые писателя — С. Буданцев, А. Новиков, Б. Пильняк, Г. Литвин-Молотов. В мае 1938 года арестован пятнадцатилетний сын Платон. Поводом для ареста, по одной из версий, стало юношеское баловство. Платон вместе с приятелем написал письмо немецкому журналисту, жившему по соседству в одном доме, с предложением купить важную «информацию». По другой версии, его арестовали по доносу соученика по классу (они оба были влюблены в одну девушку).
Органы НКВД среагировали быстро, воспользовавшись неожиданным компроматом на Андрея Платонова. В сентябре 1938 года Платон Платонов был осуждён и приговорён к десяти годам исправительно-трудовых лагерей. Сын писателя был отправлен для отбывания наказания в Норильлаг. Чтобы вызволить сына из тюрьмы, Платонов писал письма Сталину, наркому внутренних дел Николаю Ежову и его заместителю Михаилу Фриновскому, прокурору СССР Михаилу Панкратьеву и председателю Верховного суда СССР Ивану Голякову.
В октябре 1940 года сын вернулся из заключения после хлопот друзей Платонова и благодаря содействию Михаила Шолохова, но был неизлечимо болен туберкулезом. Летом 1942 года удалось устроить сына в санаторий, но лечение не помогло. В январе 1943 года Платон Платонов умер.

### Военный корреспондент
Во время Великой Отечественной войны уже в августе 1941 года писатель добровольцем уходит на фронт рядовым. Но вскоре становится военным журналистом, в звании капитана в 1942 году служит корреспондентом газеты «Красная звезда».
Платонов — участник оборонительного периода битвы за Москву; в декабре был представлен к награде «За оборону Москвы».
Рассказы Платонова появляются в печати. Его первый военный рассказ «Броня» напечатали в сентябре 1942 года. Он рассказывал о моряке, который изобретал состав сверхпрочной брони. После его гибели становится ясно: броня, «новый металл», «твёрдый и вязкий, упругий и жёсткий» — характер народа.
Темы военных произведений Платонова: ратный труд и подвиг русского солдата, изображение античеловеческой сущности фашизма. Главный редактор «Красной звезды» Давид Ортенберг вспоминал: «Его увлекали не столько оперативные дела армии и флота, сколько люди. Он впитывал всё, что видел и слышал, глазами художника».
В эти годы выходит четыре его книги. Большую известность получают военные рассказы «Одухотворённые люди», «Взыскание погибших», «Смерти нет!», «В сторону заката солнца», а также рассказ «Афродита» — глубокое размышление о собственной судьбе и эпохе.
На фронте Платонов скромен в быту, много времени проводит на передовой среди солдат, участвует в боях. Помимо Битвы за Москву, Платонов сражался в Ржевской битве, в составе Воронежского фронта на южном фланге Курской дуги в танковой бригаде, проявил героизм на Прохоровском поле 12 июля 1943 года, служил на Украине и партизанил в Белорусских лесах неподалёку от Гомеля. Он добросовестно выполнял обязанности военкора, не раз рисковал жизнью. Цитата из письма жене:
«Я под Курском. Наблюдаю и переживаю сильнейшие воздушные бои. Однажды попал в приключение. На одну станцию немцы совершили налёт. Все вышли из эшелона, я тоже. Почти все легли, я не успел и смотрел стоя на осветительные ракеты. Потом я лечь не успел, меня ударило головой о дерево, но голова уцелела. Дело окончилось тем, что два дня болела голова, которая у меня никогда не болит, и шла кровь из носа. Теперь всё это прошло; взрывная волна была слаба для моей гибели. Меня убьёт только прямое попадание по башке». 6 июня 1943 года.
По окончании войны его наградили второй медалью — медалью «За победу над Германией». В годы войны Платонову присвоили звание майора.
К концу войны у Платонова резко ухудшается здоровье. После бомбёжки подо Львовом летом 1944 года в лёгких образовалась каверна и начался туберкулёз. Он не обратил внимания на кашель, лихорадку, повышенную температуру, продолжал выезжать на фронты. Осенью 1944 года в «Красной звезде» получили телеграмму: «Платонов заболел. Последние дни лежит. Работать не может. Как поступить?».
Однако писатель нашел в себе силы вернуться к написанию рассказов, создал целый ряд блестящих портретов советских офицеров. В это же время у него родилась дочь Мария — «дорогая Кхы» и «маленькая Мума», как он её ласково называл в письмах 1945 года на Южном берегу Крыма, где тогда лечился. В феврале 1946 писателя демобилизовали по болезни.

### Последние годы
Прикованный к постели прогрессирующей болезнью, Платонов не оставлял работы: после войны в его пересказе вышли русские и башкирские народные сказки. Он написал пьесы «Пушкин в лицее», «Ноев ковчег», семь киносценариев, несколько рассказов о детях и оригинальных сказок, печатавшихся в детских издательствах. В архиве писателя остался незаконченный ещё с 1930-х годов роман «Счастливая Москва».
В 1946 вышел его рассказ «Возвращение» (авторское название «Семья Иванова»). Критик Ермилов обвинил автора в «пошлости» и «гнуснейшей клевете на советских людей, на советскую семью, на воинов-победителей, возвращавшихся домой». К критике присоединился Александр Фадеев, который в «Правде» назвал «Семью Иванова» «лживым и грязноватым рассказцем» и «выползающей на страницы печати обывательской сплетней». Напротив, напечатавший рассказ Константин Симонов писал: «Что касается рассказа „Семья Иванова“, он очень нравился нам с Кривицким. Мы хотели напечатать Платонова, товарища по „Красной звезде“, в первом выпускаемом нами номере». Константин Симонов осудил критика Ермилова за травлю фронтовика Платонова: «Ермилова я уже до этого устойчиво, прочно не любил и не уважал. Статья была беспощадная, удар наносился человеку беззащитному и только-только ставшему на ноги». Ермилов в 1964 году, отвечая на вопрос критика В. Левина: «Были ли у вас такие работы, которые вы считаете ошибочными и хотели бы перечеркнуть?», ответил: «Я не сумел войти в своеобразие художественного мира Платонова, услышать его особенный поэтический язык, его грусть и его радость за людей. Я подошёл к рассказу с мерками, далёкими от реальной сложности жизни и искусства».
В дальнейшем Платонову удалось опубликовать несколько рецензий, пару рассказов в журнале «Огонек», несколько сборников народных сказок в литературной обработке. Последним его прижизненным изданием стала книга русских сказок «Волшебное кольцо» (под общей редакцией Михаила Шолохова, помогавшего Платонову в это время), которая вышла за несколько месяцев до смерти писателя.

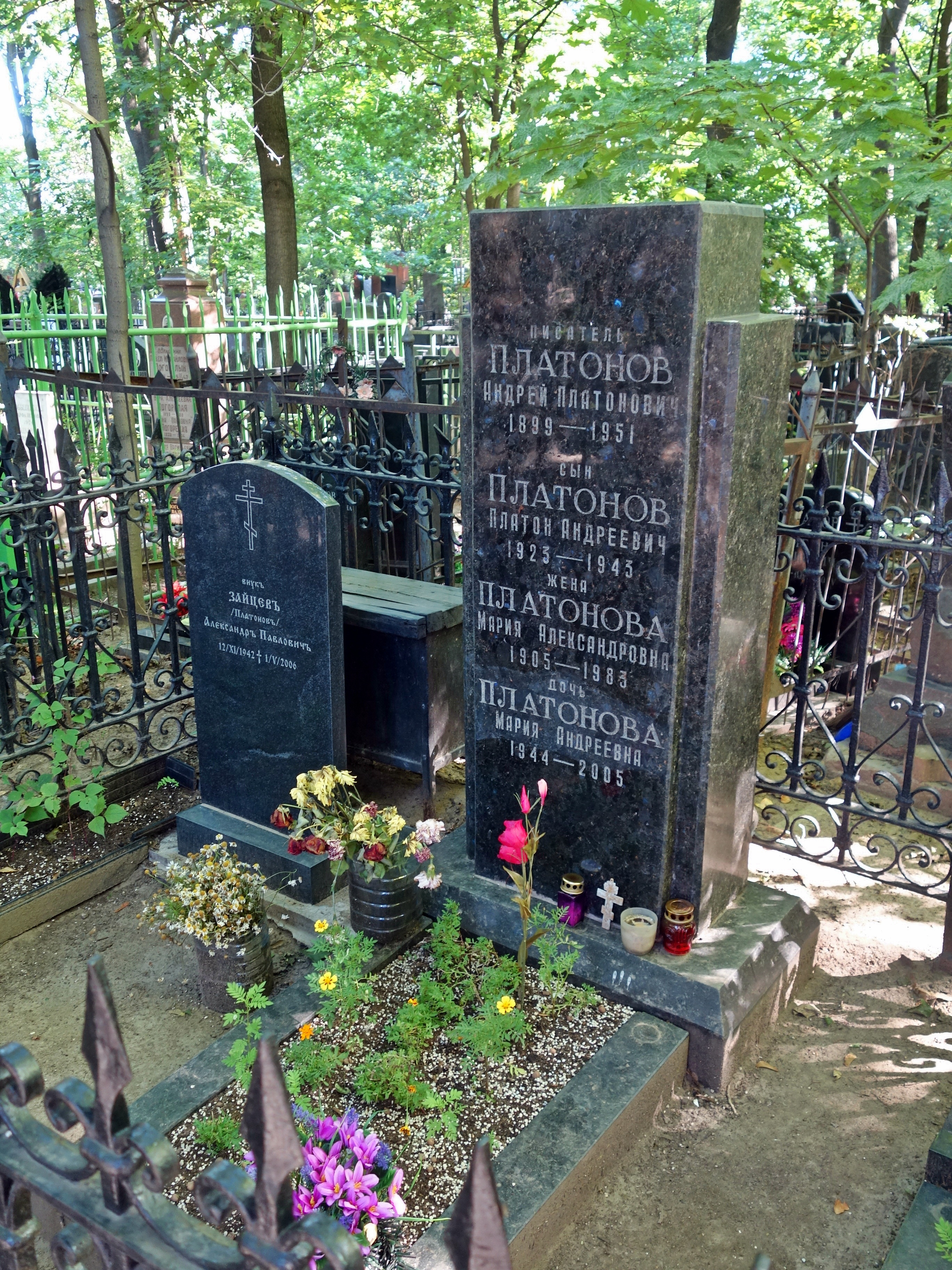
Могила А. П. Платонова на Армянском кладбище

Андрей Платонов умер 5 января 1951 года в Москве от туберкулёза. Похоронен на Армянском кладбище, за Краснопресненской заставой, рядом с сыном.
В «Литературной газете» после его смерти был опубликован некролог, завершающийся словами прощания: «Андрей Платонов был кровно связан с советским народом. Ему посвятил он силы своего сердца, ему отдал свой талант». Текст подписали все основные писатели того времени: А. Фадеев, М. Шолохов, А. Твардовский, Н. Тихонов, К. Федин, П. Павленко, И. Эренбург, В. Гроссман, К. Симонов, А. Сурков, К. Паустовский, М. Пришвин, Б. Пастернак, А. Кривицкий и многие другие.

### Научная деятельность Платонова
Платонов был не только писателем и инженером, но и изобретателем. Первое официально признанное изобретение Платонова — «Устройство для поддержания напряжения в сети постоянным при переменном числе оборотов генератора» (1924). В 1926 году он подал заявку на изобретение «О принципах конструирования первого опытного газового тепловоза», получил патенты на изобретения «Прибор для нанесения плана по данным тахиметрической съёмки» и «Дальномер». В 1933 году вместе с братом Петром получил авторские свидетельства на «Приспособление для подвода электрического тока к электрическому нагревательному элементу» и «Компенсационное устройство к весам, у которых вес тела уравновешивается электромагнитной силой».
В 1936 году Платонов в соавторстве с братом подал заявку на изобретение «Шестерня». Последнее из известных изобретений Платонова — «Электрический сверхъёмкий аккумулятор на принципе сверхпроводимости» — сделано в 1947 году. Оно было направлено на отзыв академику А. Ф. Иоффе.
Инженерное творчество Платонова повлияло на его художественные произведения. Он часто описывал людей как механизмы, а машины — как живые существа.
По предложению Платонова в Воронеже приняли решение об учреждении Губернского земельного чрезвычайного органа для экстренной организации обороны наступающей засухе (Земчека). Начальником Земчека назначили самого Андрея Платонова. В марте 1922 года Земчека, переименованная в Губкомгидро (Губернскую комиссию по гидрофикации), была приписана к подотделу мелиорации Воронежского губземуправления. Губкомгидро занималось строительством оросительных машин, организацией электроагрономической лаборатории и устройством экспериментальной оросительной станции. В 1922 году деятельности Губкомгидро посвящены практически все газетные статьи Платонова.
В октябре 1923 года Платонов официально занял должность губернского мелиоратора. Всего в Воронежской губернии под непосредственным административно-техническим руководством А. Платонова было построено 763 пруда, 315 шахтных колодцев, 16 трубчатых колодцев, осушено 7600 десятин заболоченной земли. Для осушения болот в пойме реки Тихая Сосна Платонов спроектировал плавучий понтонный экскаватор.

## Посмертная публикация книг
Дочь Мария Платонова (1944—2005) готовила книги отца к печати. Её усилиями впервые в России увидели свет «Чевенгур» и «Котлован», «Ювенильное море» и «14 Красных избушек». Благодаря её заботам в Институте мировой литературы имени Горького, где она работала с 1992 года, была образована группа Собрания сочинений Андрея Платонова, изданы уникальные «Записные книжки» писателя, подготовлены и вышли в свет тома научного Собрания сочинений.

## Награды
- Медаль «За победу над Германией в Великой Отечественной войне 1941—1945 гг.»
- Медаль «За оборону Москвы»

## Память
- По просьбе Евгении Таратуты астроном Крымской астрофизической обсерватории Людмила Карачкина назвала в честь писателя астероид (3620) Platonov, открытый 7 сентября 1981 года.
- В Воронеже имя писателя носят:
  - улица
  - библиотека
  - гимназия
  - литературная премия
  - международный фестиваль искусств.
  - электропоезд ЭД9Т 0015 (от постройки с 1999 года носил именное название «Андрей Платонов»)[38]
- В центре Воронежа на проспекте Революции перед одним из корпусов Воронежского университета установлен памятник писателю с цитатой из его рассказа «Жена машиниста»: «Без меня народ неполный…»
- Андрей Платонов — один из главных героев романа «Коростышевский Платонов» (2010)[39] украинского писателя Александра Клименко. В авторском переводе произведение напечатано в журнале «Подъём» (№ 5, 2012)[40], публикация приурочена ко II Международному Платоновскому фестивалю искусств.
- 15 декабря 2011 года в Воронежском литературном музее открылась постоянно действующая выставка, посвящённая жизни и творчеству писателя.

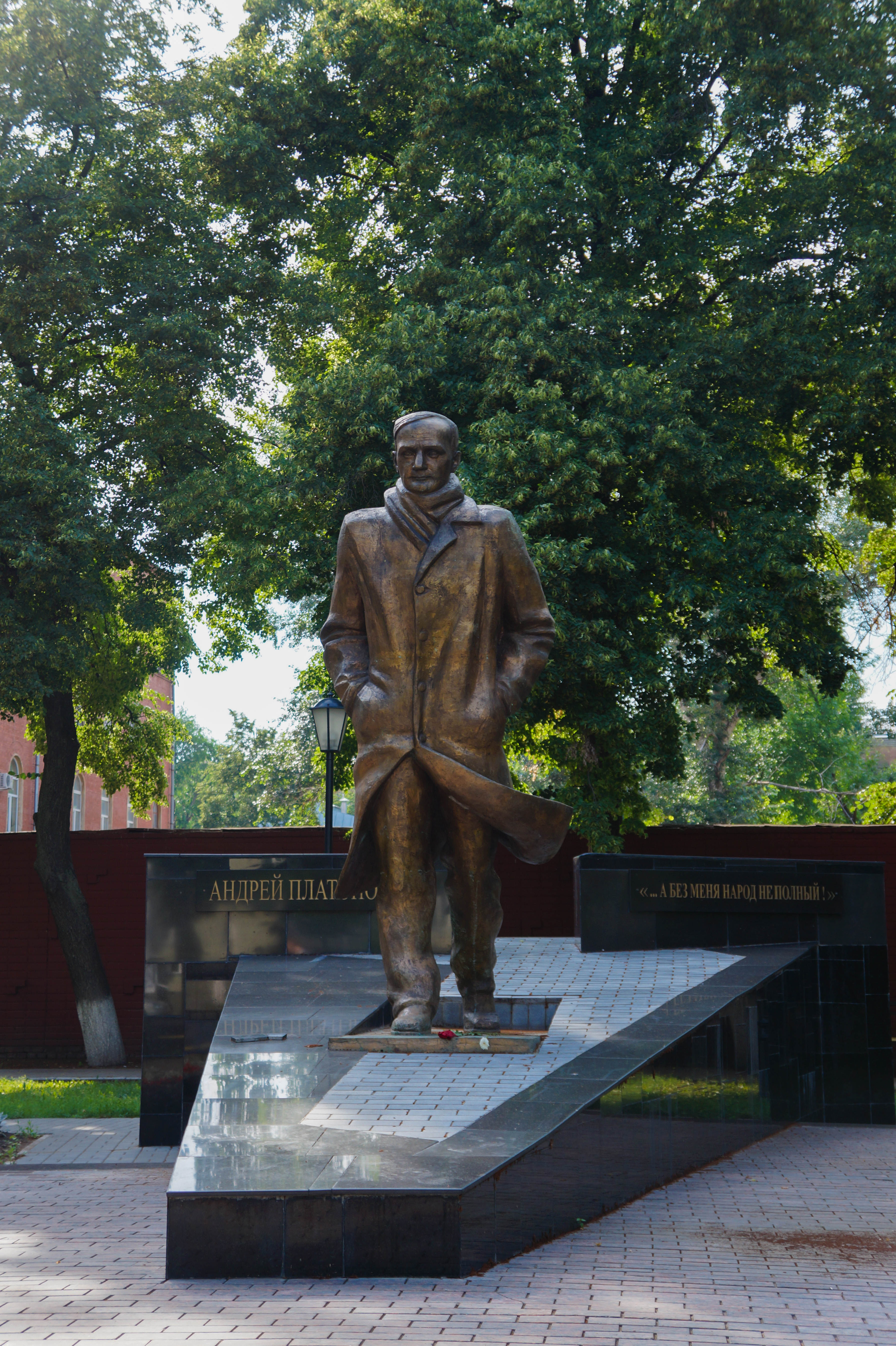
Памятник А. П. Платонову в Воронеже: проспект Революции, 24

- На проходной Воронежского тепловозоремонтного завода имени Ф. Э. Дзержинского и на здании вокзала станции «Воронеж-1» установлены мемориальные доски, посвящённые Платонову.

## Стиль и тематика
Одна из наиболее ярких отличительных черт платоновского творчества — оригинальный, не имеющий аналогов в мировой литературе язык. Его часто называют «первобытным», «нескладным», «самодельным».
Платонов активно использует приём остранения, его проза изобилует лексическими и грамматическими «ошибками», характерными для детской речи.
Юрий Левин выделяет характерные для Платонова приёмы:
- Синтаксически неправильные конструкции, например, глагол+обстоятельство места. «Думаешь в голову», «ответил… из своего высохшего рта», «узнал желанье жить в эту разгороженную даль».
- Избыточность, плеоназм. «Вощев… отворил дверь в пространство», «его тело отощало внутри одежды», «Что ж ты сегодня себе губки во рту не помазала?»
- Предельно обобщённая лексика. «Природа», «пространство», «погода» вместо конкретных пейзажных описаний. «Прушевский осмотрел пустой район близлежащей природы», «старое дерево росло… среди светлой погоды».
- Активное использование придаточных причины («Настя… топталась около мчавшихся мужиков, потому что ей хотелось»), а также придаточных цели («Наступила пора питаться для дневного труда»). Причём по смыслу они часто излишни или логически немотивированны.
- Активное употребление типично советских бюрократизмов, часто в ироническом ключе («конфисковать её ласки»), но далеко не всегда[41].

По мысли исследователя, с помощью этих оборотов Платонов формирует «пантелеологическое» пространство текста, где «всё связано со всем», а все события разворачиваются среди единой «природы».
В творчестве Андрея Платонова форма и содержание составляют единое, неразрывное целое, то есть сам язык платоновских произведений является их содержанием.
Среди ключевых мотивов творчества Платонова — тема смерти и её преодоления. Анатолий Рясин пишет о платоновской «метафизике смерти».
Попавший в молодости под влияние идей Николая Фёдорова (Н. П. Гагарин), Платонов неоднократно обращается к идее воскрешения мёртвых. В сознании его героев она связывается с грядущим приходом коммунизма. «Прушевский! Сумеют или нет успехи высшей науки воскресить назад сопревших людей? — Нет… — Врёшь! (…) Марксизм всё сумеет. Отчего ж тогда Ленин в Москве целым лежит?».
Один из повторяющихся мотивов в его творчестве — смерть ребёнка. В «Котловане» соответствующая сцена становится ключевой: после смерти своей воспитанницы Насти работники, копающие котлован, теряют веру во всесилие коммунизма и надежду на победу над смертью: «Я теперь ни во что не верю!»
Левин называет Платонова экзистенциалистом.

## Отзывы
Иосиф Бродский в своём эссе «Катастрофы в воздухе» упоминает Андрея Платонова в одном ряду с Джеймсом Джойсом, Робертом Музилем и Францем Кафкой. Также Бродский сравнивает Платонова с Достоевским. Михаил Волохов сравнивал Платонова с Ионеско и Беккетом.

## Произведения

### Романы
- 1929 — «Чевенгур» (в первой редакции — «Строители страны», 1927)
- 1933 — «Технический роман» (не закончен)[47]
- 1933 — 1936 — «Счастливая Москва[нем.]» (не закончен)
- 1936 — «Македонский офицер» (не закончен)
- 1937 — «Путешествие из Ленинграда в Москву» (не закончен, рукопись утеряна)

### Повести
- 1926 — «Епифанские шлюзы»
- 1927 — «Город Градов», «Сокровенный человек», «Эфирный тракт», «Ямская слобода» (опубликовано — 1927)
- 1930 — «Котлован»
- 1931 — «Впрок»
- 1932 — «Хлеб и чтение»
- 1934 — «Мусорный ветер», «Ювенильное море», «Джан»
- 1937 — «Река Потудань»
- 1944 — «Дар жизни»

### Рассказы
- 1920 — «Чульдик и Епишка»
- 1921 — «Маркун»
- 1924 — «Бучило»
- 1926 — «Антисексус», «Родина электричества»
- 1927 — «Ямская слобода», «Песчаная учительница», «Как зажглась лампа Ильича»
- 1929 — «Государственный житель», «Усомнившийся Макар»
- 1934 — «Такыр[нем.]»
- 1936 — «Третий сын», «Бессмертие»
- 1937 — «Юшка»
- 1937 — «В прекрасном и яростном мире», «Фро»
- 1938 — «Июльская гроза»
- 1939 — «По небу полуночи»
- 1941 — «Железная старуха»
- 1942 — «Под небесами родины» (сборник рассказов), вышел в Уфе
- 1942 — «Одухотворённые люди» (сборник рассказов)
- 1943 — «Рассказы о Родине» (сборник рассказов)
- 1943 — «Броня» (сборник рассказов)
- 1945 — сборник рассказов «В сторону заката солнца», рассказ «Никита»
- 1946 — «Семья Иванова» («Возвращение»)
- «Неодушевлённый враг»[48], рассказ
- «Война» (в рукописи без авт. датировки; примерно 1927)[49]
- «Товарищ пролетариата» (в рукописи без авторской датировки; примерно 1929 год)

### Пьесы
- 1928 — «Дураки на периферии»
- 1930 — «Шарманка»
- 1931 — «Высокое напряжение», «14 красных избушек»
- 1944 — «Волшебное существо»
- 1948 — «Ученик лицея»
- 1951 — «Ноев ковчег» (незавершённая пьеса-мистерия)

### Прочее
- 1921 — брошюра «Электрификация»
- 1922 — книга стихов «Голубая глубина»[50]
- 1928 — очерк «Че-Че-О» (в соавторстве с Б. А. Пильняком)
- 1939 — книга «Николай Островский» (не опубликована)[51]
- 1947 — книги «Финист — Ясный Сокол», «Башкирские народные сказки»
- 1950 — «Волшебное кольцо» (сборник русских народных сказок), сказка-быль «Неизвесный цветок»

### Прижизненные издания
- Платонов А. П. Электрификация: (Общие понятия). — Воронеж: [б. и.], 1921. — 16 с.
- Платонов А. П. Голубая глубина: книга стихов. / Предисл.: М. Ю. — Краснодар: изд. «Буревестник», 1922. — 93, [4] с.
- Платонов А. П. Епифанские шлюзы. — М.: Молодая гвардия, 1927. — 289 с. Содерж.: Епифанские шлюзы; Бучило; Иван Жох; Город Градов; Песчаная учительница; О потухшей лампе Ильича; Записи потомка: (Память); Иван Митрич; Епишка; Поп; Мавра Кузьминична; Экономик Магов; Цыганский мерин; Родоначальники нации, или Беспокойные происшествия; Из генерального сочинения: Демьян Фомич — мастер кожаного ходовогоустройства; Крюйс; Душевная ночь; История иерея Прокопия Жабрина; Луговые мастера
- Платонов А. П. Луговые мастера. — М.: Молодая гвардия, 1928. — 16 с.: ил. в 2 краски. (Молодой деревне) [типография «Красная Пресня» (3-я Мосполиграф)]
- Платонов А. П. Сокровенный человек. — М.: Молодая гвардия, 1928. — 226 c. Содерж.: Сокровенный человек; Ямская слобода
- Платонов А. П. Происхождение мастера. — М.: Федерация, 1929. — 52 с. [типография газеты «Правда»] Содерж.: Происхождение мастера; Епифанские шлюзы; Сокровенный человек; Город Градов; Ямская слобода
- Платонов А. П. Река Потудань./худ. Г. Вильфарт. — М.: Советский писатель, 1937. — 175 c. [Типо-лит. им. Воровского] Содерж.: Река Потудань; Бессмертие; Третий сын; Фро; Глиняный дом в уездном саду; Семен (Рассказ из старинного времени); Такыр
- Платонов А. П. Июльская гроза: Рассказ. / рис. И. Кузнецова. — М.-Л., Детиздат, 1940. — 24 с.
- Платонов А. П. Одухотворенные люди. — М.: Молодая гвардия, 1942. — 26 с. (Герои Отечественной войны)
- Платонов А. П. Под небесами Родины. — Уфа: Башгосиздат, 1942. — 64 с. Содерж.: Крестьянин Ягафар; Дед-солдат; Дерево родины; Железная старуха; Рассказ о мертвом старике; Свет жизни
- Платонов А. П. Бессмертный подвиг моряков: Фильченко, Одинцов, Паршин, Цибулько, Красносельский". — М., Военмориздат, 1943. — 52 с.; ил. (Моряки — Герои Советского Союза)
- Платонов А. П. Броня. Рассказы. — М., Военмориздат, 1943. — 104 с. (Фронтовая библиотека краснофлотца) Содерж.: Одушевленные люди; Старик; Броня; Дерево родины; Дед-матрос
- Платонов А. П. Одухотворенные люди. — Магадан: Советская Колыма, 1943
- Платонов А. П. Рассказы о Родине. — М., Гослитиздат, 1943. — 92 c. Содерж.: Одухотворенные люди; Рассказ о мертвом старике; Броня; Железная старуха; Дед-солдат; Крестьянин Ягафар
- Платонов А. П. В сторону заката солнца: Рассказы. — М., Советский писатель, 1945. — 100 c. [типография «Красный печатник»] Содерж.: Иван Толокно — труженик войны; Взыскание погибших; Добрая корова; Рассказ старослужащего красноармейца; Офицер и солдат; Домашний очаг; Сампо; Три солдата; Бой в грозу; Девушка Роза
- Платонов А. П. Солдатское сердце./рис. А. Щербакова. — М., Детгиз, 1946. — 63 c.; ил. Содерж.: Штурм лабиринта; Иван Толокно — труженик войны; На Горынь-реке; Добрая корова; Рассказ старослужащего красноармейца
- Платонов А. П. Башкирские народные сказки./Лит. обработка А. Платонова. — М.-Л.: Детгиз, 1947. — 96 с. Содерж.: Охотник Юлдыбай; Кто сильнее?; Ленивая девочка; Абзалил; Жадный богач и Зиннят-агай; Падчерица; Аминбек; Сказка о курае; Мудрый старик и глупый царь; Сарбай; Курица и ястреб; Лиса-сирота; Благодарный заяц; Почему гуси стали пестрыми; Лиса-плотник; Два барсука; Озорной кот; Молодой охотник
- Платонов А. П. Финист — ясный сокол: Русская народная сказка./пересказал А. Платонов. Рис. И. Кузнецова. — М.: Мин-во местной промышленности РСФСР, 1948. — 28 с.
- Платонов А. П. Волшебное кольцо: Русские сказки./пересказал А. Платонов. Под общей редакцией М. Шолохова.//рис. И. Кузнецова. М.: Детгиз, 1950. — 126 c Содерж.: Умная внучка; Финист — ясный сокол; Иван Бесталанный и Елена Премудрая; Безручка; Морока; Солдат и царица; Волшебное кольцо

### Издания
(Выборочно)
- Платонов А. П. Волшебное кольцо и другие сказки. — М.: Гослитиздат, 1954. — 116 с.
- Платонов А. П. Избранные рассказы. / Вступ.ст. Федор Левин. — М.: Советский писатель, 1958. — 288 с.
- Платонов А. П. Рассказы / Вступ. статья В. П. Дорофеева. — М.: Гослитиздат, 1962. — 255 с.
- Платонов А. П. Одухотворенные люди: Военные рассказы. — М.: Воениздат, 1963. — 238 с.; 1 л. портр.
- Платонов А. П. Сказки о животных: [Для детей] / Обработал А. Платонов. — Уфа: Башкнигоиздат, 1965. — 15 с.: ил.
- Платонов А. П. В прекрасном и яростном мире: Повести и рассказы / Вступ. ст. В. Дорофеева. — М.: Художественная литература, 1965. — 630 с.
- Платонов А. П. Избранное: Повести, рассказы. / Вступ. Федот Сучков. — М.: Московский рабочий, 1966. — 541 с.
- Платонов А. П. Размышления читателя: Статьи. — М.: Сов. писатель, 1970. — 232 с.; портр.: ил.
- Платонов А. П. Чевенгур. / предисл. Михаила Геллера. — Париж: YMCA-press, cop. 1972. — 375 с.: портр.
- Платонов А. П. Лиса-сирота: Башкирская народ. сказка.: [Для дошкольного возраста]: [Пер. с башк.] / [Лит. обраб. А. Платонова]. — [5-е изд.]. — Уфа: Башк. книжное изд-во, 1972. — 14 с.: ил.
- Платонов А. П. Шарманка. Ann Arbor, Mich.: Ардис, cop. 1975. — 59 с.
- Платонов А. П. Величие простых сердец: Избранное. / Вступит. статья Вл. Васильев. — М.: Московский рабочий, 1976. — 408 с. : портр. — 100 000 экз.
- Платонов А. П. Избранное. / Сост. М. А. Платонова. — М.: Современник, 1977. — 445 с.
- Платонов А. П. Сокровенный человек: Рассказы. Повести. — Кишинёв: Литература артистикэ, 1981. — 640 с.
- Платонов А. П. Волшебное кольцо: Русские народные сказки. / пересказал А. Платонов. Под общей редакцией М. Шолохова. Худ. М. Ромадин. — М.: Советская Россия, 1981. — 160 с.
- Платонов А. П. Впрок: повесть. — Нью-Йорк: Серебряный век, 1982. — 72 с.
- Платонов А. П. «Повести, рассказы, статья, из писем» / Сост. и подгот. текста М. А. Платоновой; Вступ. ст. В. А. Свительского. — Воронеж: Центр.-Чернозём. кн. изд-во, 1982. — (Отчий край). — 453 с.
- Платонов А. П. Повести и рассказы. — М.: Художественная литература, 1983. — 510 с.
- Платонов А. П. Избранные произведенния. — М., Мысль, 1983. — 912 с.
- Платонов А. П. На заре туманной юности: [Для сред. шк. возраста]. — Иркутск: Вост.-Сиб. кн. изд-во, 1986. — 96 с.
- Платонов А. П. Иван-чудо: Рассказы, сказки: [Для сред. шк. возраста]. — Челябинск: Юж.-Урал. кн. изд-во, 1986. — 224 с.: ил. (В пер.)
- Платонов А. П. Котлован. Повесть. Публикация, подготовка текста и примечания М. А. Платоновой. Вст. сл. С. Залыгина. — Журнал «Новый мир», 1987, № 6.
- Платонов А. П. Котлован. Ювенильное море (Море юности). Повести. М.: Художественная литература, 1987. — 192 с. Тираж 500 000 экз.
- Платонов А. П. Ювенильное море: Повести. Рассказы. Публицистика. Пьеса. — Воронеж: Центр.-Чернозем. кн. изд-во, 1988. — 431 с.
- Платонов А. П. Ещё мама: Рассказы: [Для мл. шк. возраста] / Худож. В. Веретенников. — Ижевск: Удмуртия, 1988. — 50 с.: ил.
- Платонов А. П. Государственный житель: Проза, письма / Сост. М. А. Платонова; Вступ. ст. и коммент. В. А. Чалмаева. — М.: Сов. писатель, 1988. — 608 с. — ISBN 5-265-00404-1
- Платонов А. П. Потомки Солнца: Рассказы. / Пер. Г. Кикилашвили. — Тбилиси: Мерани, 1988. — 544 с. — 30 000 экз. (В пер.)
- Платонов А. П. Котлован: Повести, роман. [Послесл. Н. Ивановой]. — Ижевск: Удмуртия, 1989. — 590 с. — 50 000 экз. (В пер.) ISBN 5-7659-0123-9
- Платонов А. П. Происхождение мастера: Роман, повести. — Свердловск: Сред.-Урал. кн. изд-во, 1989. — 494 с. (Сел. б-ка Нечерноземья) ISBN 5-7529-0146-4 (В пер.)
- Платонов А. П. Деревянное растение: Из записных книжек. — М.: Правда, 1990. — 46 с. (Б-ка «Огонёк», N 16) ISSN 0132-2095
- Платонов А. П. На заре туманной юности: Повести и рассказы: [Для ст. шк. возраста]. — М.: Сов. Россия, 1990. — 480 с. ISBN 5-268-00971-0 (В пер.)
- Платонов А. П. Технический роман. — М.: Правда, 1991. — 46 с. (Б-ка «Огонёк», N 28) ISSN 0132-2095
- Платонов А. П. Рассказы. Сказки. — Калининград: Янтар. сказ, Б. г. (1996). — 94 с. (Книга-ученику) (Русская литература) ISBN 5-7406-0127-4
- Платонов А. П. Ювенильное море: Повести и рассказы: Для ст. шк. возраста. — М.: Дрофа, 1998. — 378 с. (Школьная программа) ISBN 5-7107-1575-1
- Платонов А. П. Проза. — М.: Слово, 1999. — 646 с. (Пушкинская библиотека / Ин-т «Открытое о-во») ISBN 5-85050-398-6
- Платонов А. П. Котлован: Текст, материалы твор. истории / Рос. акад. наук. Институт русской литературы (Пушкинский Дом). — СПб.: Наука, 2000. — 380 с.; портр. ISBN 5-02-028425-4
- Платонов А. П. Записные книжки. Материалы к биографии / Сост. Н. В. Корниенко; Публ. М. А. Платоновой. — М.: Наследие, 2000. — 421 с. (2-е изд.: М.: ИМЛИ РАН, 2006.)
- Платонов А. П. Иван Великий: Рассказы о войне. — М.: Совет. писатель, 2000. — 446 с.; портр.: ил. ISBN 5-265-03468-4
- Платонов А. П. Чевенгур: Роман. — М.: Синергия: Моск. учеб., 2002 (АО Моск. учеб. и картолитография). — 494 с. : портр. (Новая школьная библиотека) ISBN 5-7368-0144-2 (в пер.)
- Платонов А. П. Волшебное кольцо: Русские народные сказки / Пересказал А. Платонов. — Фрязино: Век 2, 2002. — 156 с.: ил. ISBN 5-85099-136-0
- Платонов А. П. Котлован: Повесть. — Санкт-Петербург: Азбука-классика, 2006. — 188 с. (Азбука-классика) nISBN 5-91181-120-0
- Платонов А. П. Чевенгур. — илл. С. Филипповой. — СПб.: Вита Нова, 2008. — 560 с. — ISBN 978-5-93898-185-0.
- Платонов А. П. Взыскание погибших: Рассказы и очерки. — М.: Эксмо, 2010. — 414 с. ISBN 978-5-699-40508-4
- Платонов А. П. Волшебное кольцо: Сказки, рассказы : для младшего школьного возраста / Худож. В. Юдин. — М.: Оникс, 2010. — 158 с.: ил., портр. (Библиотека младшего школьника: БМШ) ISBN 978-5-488-02636-0
- Платонов А. П. Счастливая Москва: Очерки и рассказы 1930-х годов. — М.: Время, 2010. — 624 с. (Собрание) ISBN 978-5-9691-0477-8
- Платонов А. П. Фабрика литературы: литературная критика, публицистика / Коммент. Н. Корниенко. — М.: Время, 2011. — 718 с. (Собрание) ISBN 978-5-9691-0481-5 (в пер.)
- Платонов А. П. Дураки на периферии: Пьесы и сценарии / Сост. подгот. текста, коммент. Н. В. Корниенко. — М.: Время, 2011. — 736 с. (Собрание) ISBN 978-5-9691-0480-8 (в пер.)
- Платонов А. П. Повести; Рассказы / Сост., вступит. статья, коммент. Т. Г. Кучиной. — М.: Дрофа, 2013. — 320 с. (Библиотека отечественной классической художественной литературы: БК: в 100 т.) (Библиотека отечественной классики: БК) ISBN 978-5-358-12621-3
- Платонов А. П. «…я прожил жизнь»: Письма 1920—1950 / Сост., вступ. статья, ком. Н. Корниенко и др. — М.: Астрель, 2013. — 688 с. — (Наследие Андрея Платонова). — 3000 экз. — ISBN 978-5-271-46785-1[52].
- Платонов А. П. Счастливая Москва: Роман. — Санкт-Петербург: Азбука, 2012. — 224 с. (Азбука-классика) ISBN 978-5-389-04489-0
- Платонов А. П. Чевенгур: Роман. — Санкт-Петербург: Азбука, 2012. — 478 с. (Азбука-классика) ISBN 978-5-389-04660-3
- Платонов А. П. Котлован: Повесть. — Санкт-Петербург: Азбука, 2013. — 190 с. (Азбука-классика) ISBN 978-5-389-06590-1
- Платонов А. П. Неизвестный цветок: [рассказы : для младшего и среднего школьного возраста: 6+]. — М.: Стрекоза, cop. 2016. — 64 с.: ил. (Внеклассное чтение) ISBN 978-5-9951-0882-5
- Платонов А. П. Котлован: Повесть [16+]. — М.: Э, 2017. — 222 с. (100 главных книг) ISBN 978-5-699-95598-5
- Платонов А. П. Умная внучка: русские народные сказки. / пересказал Андрей Платонов; художник Михаил Ромадин. — СПб.-М.: Речь, 2017. — 158 с.: цв. ил. (Серия «Дар речи») ISBN 978-5-9268-2520-3
- Платонов А. П. Чевенгур: [роман]. — М.: Время, 2018. — 510 с. (Проверено временем) ISBN 978-5-00-112168-8
- Платонов А. П. Смерти нет!: военные рассказы: [для старшего школьного возраста : 12+] / Художник В. Стуковнин; [вступительная статья Е. Роженцевой]. — М.: Детская литература, 2018. — 416 с.: ил., портр. — 3000 экз. (Школьная библиотека) ISBN 978-5-08-005514-0

### Собрания сочинений
- Платонов А. П. «Собрание сочинений в трёх томах». — М.: Советская Россия, 1984—1985., 100 000 экз.
- Платонов А. П. «Избранные произведения в двух томах». — М.: Художественная литература, 1978, 75 000 экз.
- Платонов А. П. «Собрание сочинений В 5 томах». / Сост. В. А. Чалмаева. — М.: Информпечать, 1998. ISBN 5-88010-045-6
- Платонов А. П. «Собрание сочинений в восьми томах» / Сост. Н. В. Корниенко. — М.: Время, 2009—2011.
- Платонов А. П. «Малое собрание сочинений». — Санкт-Петербург: АЗБУКА, 2014. — 670 с. ISBN 978-5-389-07129-2

### Научное издание
- Платонов А. П. «Сочинения. Том I»: 1918—1927. Книга 1: Рассказы. Стихотворения. — М.: ИМЛИ РАН, 2004. — 644 с. — 5000 экз.— ISBN 5-9208-0146-8
- Платонов А. П. «Сочинения. Том I»: 1918—1927. Книга 2: Статьи. — М.: ИМЛИ РАН, 2004. — 510 с. — 5000 экз.— ISBN 5-9208-0181-6
- Платонов А. П. «Сочинения. Том II»: 1926—1927: Повести. Рассказы. Сценарии. Статьи. — М.: ИМЛИ РАН, 2016. — 870 с. — 1000 экз.— ISBN 978-5-9208-0490-7
- Платонов А. П. «Сочинения. Том III»: 1927—1929: Чевенгур (роман). — М.: ИМЛИ РАН, 2021. — 720 с. — 300 экз.— ISBN 978-5-9208-0648-2
- Платонов А. П. «Сочинения. Том IV»: 1928—1932. Книга 1: Повести. — М.: ИМЛИ РАН, 2020. — 654 с. — 1000 экз.— ISBN 978-5-9208-0597-3
- Платонов А. П. «Сочинения. Том IV»: 1928—1932. Книга 2: Рассказы. Пьесы. Сценарии. Статьи. — М.: ИМЛИ РАН, 2020. — 843 с. — 1000 экз.— ISBN 978-5-9208-0598-0
- Платонов А. П. «Сочинения. Том VI»: 1936—1941. Книга 3: Литературная критика. Публицистика. — М.: ИМЛИ РАН, 2023. — 1136 с. — 1000 экз.— ISBN 978-5-9208-0723-6

### В переводах на другие языки

#### Переводы на греческий язык
- Αντρέι Πλατόνοφ. Το βιολί της Μόσχας και άλλα διηγήματα [Андрей Платонов. Московская скрипка и другие рассказы : пер. на греч. Д. Триантафиллидиса]. — Афины: Samizdat, 2019. — ISBN 978-618-5220-43-3
- Αντρέι Πλατόνοφ. Αντισέξους και άλλα διηγήματα [Андрей Платонов. Антисексус и другие рассказы : пер. на греч. Д. Триантафиллидиса]. — Афины: Samizdat, 2009. — ISBN 978-960-527-530-3

## Экранизации произведений
- «Айна» (1931) — художественный фильм. Режиссёр — Николай Тихонов, сценарист: М. Смирнова по теме Андрея Платонова «Песчаная учительница»[54].
- «Фро» (1964) — по мотивам одноимённого рассказа.
- «Родина электричества» // киноальманах «Начало неведомого века» (1967/1987) — художественный фильм по мотивам одноимённого рассказа Андрея Платонова. Режиссёр Лариса Шепитько.
- «Рабыня» (1968) — художественный фильм Булата Мансурова по мотивам рассказа «Такыр».
- «Солдат и царица» (1968) — короткометражный фильм по мотивам одноимённой сказки в обработке Платонова.
- «Возвращение» (1968) — телеспектакль в постановке Академического театра имени Евгения Вахтангова.
- «Житейское дело» (СССР, 1976 год, Ленфильм) — состоит из трёх новелл, объединённых темой войны. «Житейское дело» (первая новелла), мелодрама, поставленная по одноимённому рассказу Андрея Платонова.
- «Три брата» (1981) — итальянский фильм по мотивам рассказа «Третий сын», действие перенесёно в Италию.
- «Домой!» (1982) — художественный фильм по мотивам рассказа «Возвращение».
- «Возлюбленные Марии» (1984) — фильм по мотивам «Реки Потудань», сюжет перенесён в США.
- «Подмененная королева» (1984) — фильм-сказка, ГДР.
- «Одинокий голос человека» (1987) — художественный фильм (киностудия «Ленфильм», 1987 год) Александра Сокурова по мотивам произведений Андрея Платонова «Река Потудань», «Сокровенный человек», «Происхождение мастера».
- «Иван великий» (1987) — по мотивам военных рассказов.
- «Зов родственного томления» (1988) — по мотивам рассказов.
- «Маркун» (1989) — короткометражный фильм. Главную роль исполнил Иван Охлобыстин
- «Корова» (1989) — мультфильм Александра Петрова по одноимённому рассказу.
- «Аризонская мечта» (Arizona Dream) (1993) — реж. Эмир Кустурица — в интервью рассказывает, что идея фильма основана на рассуждении Захара Павловича из романа «Чевенгур» о том, что «рыбы влияют на человечество. Рыбы понимают мир гораздо лучше нас, но они очень мудры и не хотят рассказывать об этом никому»[55] В финальной песне «This is a Film»[56] Игги Поп поёт стилизованный под фильм перевод цитаты Захара Павловича «Рыба между жизнью и смертью стоит, оттого она и немая и глядит без выражения; тело́к ведь и тот думает, а рыба нет — она всё уже знает»
- «Возвращение» (1997) — телеспектакль-чтение Авшарова Ю. М.
- «Опять надо жить» (1999) — художественный фильм по мотивам рассказов Андрея Платонова «На заре туманной юности», «В прекрасном и яростном мире», «Сокровенный человек».
- «Случайный взгляд» (2005) — по мотивам повести «Котлован».
- «Отец» (2007) — художественный фильм Ивана Соловова по мотивам рассказа «Возвращение».
- «Никита» (2011) — художественный фильм по мотивам рассказа «Никита». Режиссёр Марат Никитин.
- «Железная старуха» (2014)— короткометражный фильм. Режиссёр — Анастасия Полухина.
- «Юшка» (2017)[57]— художественный фильм по мотивам рассказа «Юшка». Режиссёр — Юлия Горбачевская.

## Постановки
14 мая 1987 года на сцене Саратовского академического театра вышел спектакль по одноимённой пьесе Платонова «14 красных избушек», режиссёр — Александр Дзекун.
В 1999 году в Малом драматическом театре Львом Додиным был поставлен спектакль «Чевенгур».
В 2003 году в Московском драматическом театре имени Пушкина вышел спектакль «Джан», режиссёр Алла Сигалова.
В сентябре 2007 года на сцене московского театра «Школа драматического искусства» состоялась премьера спектакля по рассказу Андрея Платонова «Корова».
В 2009 году в театре «Студия театрального искусства» поставлен спектакль «Река Потудань».
9 марта 2011 года в Московском драматическом театре имени Гоголя состоялась премьера спектакля «Дураки на периферии» по пьесе Андрея Платонова, впервые опубликованной в сборнике драматургии «Ноев ковчег» в 2006 году.
24 сентября 2011 года в Воронежском Камерном театре состоялась премьера спектакля «Дураки на периферии», режиссёр — Михаил Бычков.
В 2011 году московский театр «Собеседник» представил спектакль Николая Сутармина и Игоря Попкова по рассказу Андрея Платонова «Возвращение». В спектакле также звучат песни Булата Окуджавы.
В 2012 году Харьковский государственный академический театр кукол имени Афанасьева представил премьеру спектакля «Чевенгур» в постановке Оксаны Дмитриевой, художник Наталья Денисова. Премьера состоялась 16 октября 2012 года.
В 2013 году в Воронежском Камерном театре состоялась премьера спектакля «14 красных избушек», режиссёр — Михаил Бычков. Также в 2013 году под предводительством хореографа В. В. Васильева в Воронежском театре оперы и балета были представлены семь балетных миниатюр на произведения А. П. Платонова в ходе третьего Платоновского фестиваля. Свои постановки представили Р. В. Поклитару, Ю. А. Смекалов и другие хореографы разных стран.
21 июня 2014 года в Рижском русском театре имени Михаила Чехова состоялась премьера спектакля «Фро», режиссёр — Руслан Кудашов.
18 ноября 2014 года состоялась премьера в Свердловском государственном академическом театре драмы спектакля «Платонов. Две истории» на основе рассказов «Фро» и «Третий сын». Режиссёр-постановщик — Дмитрий Зимин.
6 декабря 2015 года в Московском театре под руководством Табакова состоялась премьера спектакля «Епифанские шлюзы» по одноимённой повести Платонова.
27 марта 2015 года состоялась премьера в воронежском «Театре равных» спектакля «Пустодушие», поставленного по трём рассказам автора: «Юшка», «Фро» и «Пустодушие». Режиссёр-постановщик — Вадим Кривошеев.
24 апреля 2021 года состоялась премьера в Усть-Илимском театре драмы и комедии спектакля «Корова». Режиссёр-постановщик Елена Журавлёва.

## Документалистика
- Документальный фильм, ООО «Мармот-фильм» (7 сентября 2019). Сокровенный человек. Андрей Платонов.  70 мин. Россия-Культура. {{cite episode}}: |series= пропущен или пуст (справка); Внешняя ссылка в |credits= (справка)
- Документальный фильм (1995). Дело было в Грибоедове: Фрагмент об Андрее Платонове.  2 мин. {{cite episode}}: |series= пропущен или пуст (справка)